# سالي دوز
سالي دوز (بالإنجليزية: Sally Dawes) هي دراجة بريطانية، ولدت في 27 يونيو 1973.

## وصلات خارجية
- سالي دوز على موقع أرشيف الدراجات (الإنجليزية)
- سالي دوز على موقع إحصائيات الدراجات الإحترافية (الإنجليزية)
- سالي دوز على موقع اتحاد ألعاب الكومنولث (مؤرشف) (الإنجليزية)